# Thomas Tollet
Thomas Tollett, także Tawlett, Tollit (ur. w Dublinie, zm. prawd. w sierpniu 1696 w Londynie) – irlandzki kompozytor i instrumentalista okresu baroku.

## Życiorys
Pochodził w umuzykalnionej rodziny, której czterech członków – Thomas, John, George i Charles – należało do miejskiej kapeli w Dublinie; szczegóły tego pokrewieństwa nie są znane .
Prawdopodobnie w styczniu 1691 przybył do Londynu. Krótko potem skomponował muzykę do sztuki teatralnej Thomasa D’Urfeya Love for Money lub The Boarding School wystawianej w Theatre Royal przy Drury Lane. Następnie napisał muzykę do pięciu kolejnych sztuk zrealizowanych przy Drury Lane oraz suitę do sztuki Thomasa Dilke’a The Lover's Luck wystawioną w grudniu 1695 w Lincoln’s Inn Fields .
Jego utwór na zespół instrumentów dętych The Queen’s Farewell był prawdopodobnie napisany na pogrzeb królowej Marii Stuart (3 marca 1695) .
Wspólnie z innym muzykiem Johnem Lentonem wydał dwa zbiory muzyczne: A Consort of Musick of Three Parts (1692) i A Three Part Consort of New Musick (1697) .

## Wybrane kompozycje
(na podstawie materiału źródłowego )

### Utwory sceniczne

#### Suity i songi do sztuk teatralnych wystawionych w Londynie
- Love for Money Thomasa D’Urfeya (wyst. 1691)
- Bonny lad prithee lay thy pipe down, song, ze sztuki The Marriage-Hater Matched Thomasa D’Urfeya (wyst. 1692)
- Henry the Second Johna Bancrofta (wyst. 1692)
- The Volunteers Thomasa Shadwella (wyst. 1692)
- The Cheats Johna Wilsona (wyst. ok. 1693)
- The sages of old, song ze sztuki The Virtuous Wife Thomasa D’Urfeya (wyst. ok. 1694)
- The Lover's Luck Thomasa Dilke (wyst. 1695)
- The Generous Enemies Johna Corye’a (wyst. ok. 1696)

#### Inne utwory
- A Consort of Musick of 3 Parts (1692)
- The Queens Farewell, na 2 oboje i fagot (1695)
- Suites and individual airs (1691)
- Such command o'er my fate, song (1693)